# Dulówka
Dulówka – potok, prawostronny dopływ Krzeszówki o długości 12,56 km.
Potok płynie w powiatach chrzanowskim i w krakowskim. Wypływa z Wyżyny Olkuskiej w Psarach. W górnym biegu wpada do niego Psarka. Płynie przez Karniowice w kierunku południowym do Rowu Krzeszowickiego. W Dulowej skręca na wschód i płynie skrajem Puszczy Dulowskiej poprzez Wolę Filipowską do Krzeszowic, gdzie przyjmuje Filipówkę i uchodzi do Krzeszówki.
Dulówka jest miejscem występowania pstrąga potokowego, a dwa jego źródła („Bialny Dół” i „Buk”) są ujęciami wody pitnej.
Dulówka w XIX wieku i wcześniej nazywana była również Pazdewnikiem.